# Монторзо Вичентино
Монторзо Вичентино (итал. Montorso Vicentino) је насеље у Италији у округу Виченца, региону Венето.
Према процени из 2011. у насељу је живело 2006 становника. Насеље се налази на надморској висини од 86 м.

## Становништво
Према резултатима пописа становништва 2011. у општини је живело 3.179 становника.
| 1931. | 1936. | 1951. | 1961. | 1971. | 1981. | 1991. | 2001. | 2011. |
| ----- | ----- | ----- | ----- | ----- | ----- | ----- | ----- | ----- |
| 2.234 | 2.257 | 2.511 | 2.365 | 2.484 | 2.642 | 2.685 | 2.854 | 3.179 |